# رالف كابلان
رالف كابلان (بالإنجليزية: Ralph Caplan)‏ (1925)؛ مصمم وروائي أمريكي.